# Jeanne Mette

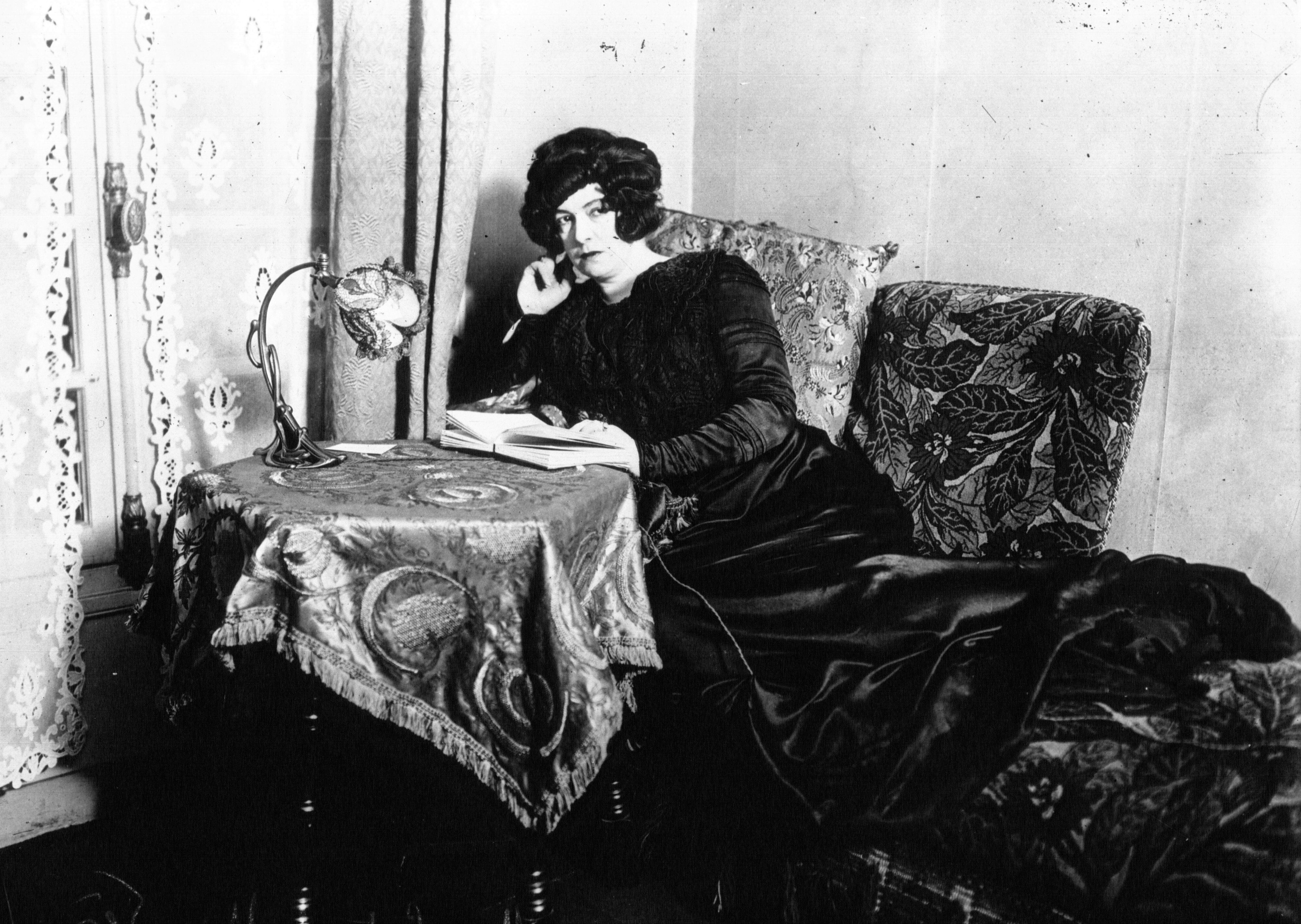
Jane Catulle-Mendès em 1909.

Jeanne Primitive Mette (Paris, 16 de março de 1867 — Paris, 9 de junho de 1955), mais conhecida pelo nome de casada Jane Catulle-Mendès, foi uma poetisa francesa. De setembro a dezembro de 1911, então viúva do escritor e poeta Catulle Mendès, visitou o Rio de Janeiro, encontrando uma cidade recém-emergida da reforma urbanística de Pereira Passos. Encantada com a cidade, sobretudo pela flora e belezas naturais, escreveu uma série de poemas de Amor ao Rio publicados em Paris em 1913 num volume intitulado La Ville Merveilleuse.

## Biografia
Jeanne Mette foi casada pela primeira vez com o industrial Louis Alexandre Boussac, com quem teve dois filhos, um dos quais o industrial Marcel Boussac. Divorciou-se ao fim de nove anos, em 1895, e do seu novo casamento, dois anos mais tarde, com o escritor Catulle Mendès, teve um filho, Jean Primice Catulle-Mendès, nascido a 10 de julho de 1896 no 16º arrondissement de Paris, que se alistou como voluntário em dezembro de 1914, para a duração da guerra, no 43.º Regimento de Artilharia. Morreu pela França em 23 de abril de 1917, no Chemin-des-Dames (Aisne) com o uniforme do 103.º Regimento de Artilharia Pesada. Decidiu recuperar o corpo e escreveu La prière sur l'enfant mort (A oração sobre o menino morto).
Fundou o Prémio Primice Catulle Mendès em 1922, bem como o prémio em homenagem a Émile Verhaeren (Prémio Verhaeren).

No Salon des artistes français de 1905, o escultor Émile Oscar Guillaume (1867-1954), amigo da poetisa, apresentou uma estatueta de bronze e marfim intitulada Portrait de Mme Jane Catulle-Mendès. · 
Foi condecorada com o grau de cavaleiro da Legião de Honra a 14 de janeiro de 1925, depois elevado ao grau de oficial a 21 de janeiro de 1936. Era também cavaleiro da Ordem de Leopoldo (Ordre de Léopold).

## Obras
Entre outras, é autora das seguintes obras:
- Les Charmes, E. Fasquelle, Paris, 1904
- Le livre de Cynthia : sonnets, Mercure de France, 1912[11]
- Le Cœur magnifique, Paris, A. Lemerre, 1909
- Les Petites confidences chez soi, Paris, E. Sansot, 1911 (I. L'attente au jardin. II. Le cœur promis. III. Le rêve alarmé)
- Les Sept Filleuls de Janou, intermède héroïque en vers, avec Léon Guillot de Saix, Paris, Sarah-Bernhardt, 21 de dezembro de 1915.
- Poèmes des temps heureux, Paris, E. Flammarion, 1924
- France, ma bien aimée, Amiens, E. Malfère, 1925
- Ton amour n'est pas à toi, Paris, A. Michel, 1927
- L'Amant et l'Amour (roman), Paris, Baudinière, 1932
- Sampiero Corso : 1498-1567, Paris, Robeur, 1938
- Poésie et patrie : le Chef et les siens, Paris, A. Michel, 1945
- La Bataille de Moscou, poème dramatique en un acte avec chœurs, Paris, Salle Pleyel, 25 de fevereiro de 1945.
- La Ville merveilleuse, Rio de Janeiro, poèmes, Paris, E. Sansot, s. d.